# Hyacint
Hyacint (Hyacinthus orientalis) är en flerårig blommande växt. Hyacinten har sitt ursprungsområde i sydost Turkiet och medelhavskusten av Levanten där den växer från havsstranden och upp till 2000 meters höjd.. Den kom troligen till Sverige under 1600-talet. Den är mest känd för sina flockar av doftande, färgglada blommor. Blomfärgen kan vara blå, vit, ljusgul, rosa, röd eller lila. Hyacinten blommar på våren och växer bäst på soliga platser med väldränerad, men inte torr jord. Den blir cirka 20 cm hög. Härdig till odlingszon Ⅳ.
Det finns även en dubbelblommig (fylldblommig) variant, men den är mycket sällsynt.
Hyacinten har blivit populär som krukväxt framför allt till jul. Den håller sig i 12-15 dagar. Stjälken växer till efter hand, och den stora blomman kan då behöva ett stöd. I blomsterhandeln ordnas detta ibland så att en blompinne trycks in i löken, som då blir skadad och inte reproducerar sig så bra.

## Giftighet och allergi
Hyacinten innehåller alkaloider och är giftig om den förtärs i stora mängder. Hyacinten kan också utlösa symptom hos doftöverkänsliga personer och har av Astma- och Allergiförbundet listats som en av doftallergiväxterna. Hyacinten skapar problem hos allergiker, astmatiker och personer med doftöverkänslighet och kan ge klåda, bindhinneinflammation och till och med tillfälligt nedsatt syn. Hyacintlökarna innehåller kalciumoxalatkristaller som kan ge eksem och andra hudirritationer, som kan drabba personer som hanterar lökarna yrkesmässigt.
Hyacinter doftar i regel mindre nu än i början av 2000-talet. Det beror på att de säljs med färre blommor än tidigare, vilket blomsterhandlare menar beror på att de stora affärskedjorna pressat priserna. En hyacint i julhandeln har i regel 25 blomklockor mot tidigare 75 stycken.

## Etymologi
Hyacinten har fått namn av den spartanske hjälten i grekisk mytologi, Hyakinthos. Han var en vacker yngling som tilldrog sig Apollons och västanvindens Zefyros kärlek. I det efterföljande svartsjukedramat blåste Zefyros på Apollons diskus, som träffade Hyakinthos så att han dog. Formen på blomman har sagts likna Apollons klagorop över den döde Hyakinthos, nämligen "Ai". Enligt den grekiska mytologin skapade Apollon hyacintblomman ur Hyakinthos blod.